# Sudáfrica vs. Nueva Zelanda (1992)
Sudáfrica vs. Nueva Zelanda fue un test match de rugby disputado el 15 de agosto de 1992 en el Estadio Ellis Park de Johannesburgo entre la selección de rugby de Sudáfrica, apodados Springboks, y la selección de rugby de Nueva Zelanda, apodados All Blacks. El encuentro, que ganó Nueva Zelanda por 27-24, fue nombrado como el «partido del retorno» ya que fue el primero de Sudáfrica desde que la International Rugby Board (IRB) los excluyó debido al apartheid.

## Historia
Entre 1984 y 1992 Sudáfrica estuvo excluida de jugar partidos de rugby debido a las presiones sobre el IRB de grupos como Halt All Racist Tours contra las políticas del apartheid. Habían jugado una serie de encuentros no oficiales contra equipos rebeldes como los New Zealand Cavaliers, pero fueron condenados por las instituciones organizadores del rugby y los jugadores que participaron en ellos a menudo recibieron prohibiciones de participar en su selección nacional.
En 1990, el presidente Frederik de Klerk inició las negociaciones para poner fin al apartheid en Sudáfrica con el Congreso Nacional Africano (ANC) de Nelson Mandela. Durante las negociaciones, la blanca South African Rugby Board y la no racial South African Rugby Union se fusionaron para crear la South African Rugby Football Union (SARFU). El rugby en ese momento era visto por muchos sudafricanos negros como un símbolo de supremacía blanca. El ANC exigió que el nuevo SARFU mejorara el desarrollo de los jugadores negros, debido a que el equipo de los Springboks estaba formado únicamente por jugadores blancos en ese momento, aunque los jugadores negros eran elegibles para la selección tras la fusión de las dos asociaciones. Tras el voto afirmativo en el referéndum sobre el fin del apartheid en Sudáfrica en marzo de 1992, el IRB levantó las restricciones a las giras por Sudáfrica, y se anunció que el partido de retorno sería contra Nueva Zelanda. Esto fue criticado en Sudáfrica porque los Springboks no habían jugado rugby internacional durante 11 años y se consideró que no sería competitivo, sin embargo, se invitó a Nueva Zelanda porque se juzgó apropiado luego de los eventos relacionados con la gira de Sudáfrica de 1981.

## Previa
El ANC había acordado apoyar el partido bajo tres condiciones: que la bandera sudafricana no se ondeara de manera oficial, que no se interpretara el himno nacional Die Stem van Suid-Afrika y que habría un minuto de silencio para recordar a las víctimas de la violencia en Sudáfrica. El SARFU aceptó estas solicitudes, pero no admitió una petición para que los equipos visitaran Boipatong.
Sin embargo, antes del partido, el Partido Conservador distribuyó folletos que respaldaban cantar Die Stem van Suid-Afrika como una forma de protesta contra el nacionalismo negro. Se notó además que un gran número de la multitud afrikáner predominantemente blanca agitaba banderas sudafricanas que el Partido Conservador también había repartido. El minuto de silencio también fue interrumpido por la multitud que abucheaba «Fuck die ANC» («A la mierda el ANC») y cantaba Die Stem van Suid-Afrika. Después de la interpretación de God Defend New Zealand, el presidente del SARFU, Louis Luyt, rompió el acuerdo con el ANC y tocó una versión instrumental de Die Stem van Suid-Afrika en el sistema de megafonía, a la que se unieron la multitud y varios jugadores sudafricanos. A esto le siguió el tradicional haka de los All Blacks.

## Partido
| 24                                                                                    | 24                     | 27                     | 27                         |
| ------------------------------------------------------------------------------------- | ---------------------- | ---------------------- | -------------------------- |
| 15 de agosto de 1992 Ellis Park                                                       |                        |                        |                            |
| Heinrich Rodgers                                                                      | 1                      | 1                      | Olo Brown                  |
| Uli Schmidt                                                                           | 2                      | 2                      | Sean Fitzpatrick           |
| Lood Muller                                                                           | 3                      | 3                      | Richard Loe                |
| Adri Geldenhuys                                                                       | 4                      | 4                      | Ian Jones                  |
| Adolf Malan                                                                           | 5                      | 5                      | Robin Brooke               |
| Wahl Bartmann                                                                         | 6                      | 6                      | Jamie Joseph               |
| Ian MacDonald                                                                         | 7                      | 7                      | Michael Jones              |
| Jannie Breedt                                                                         | 8                      | 8                      | Zinzan Brooke              |
| Robert du Preez                                                                       | 9                      | 9                      | Ant Strachan               |
| Naas Botha                                                                            | 10                     | 10                     | Grant Fox                  |
| Pieter Hendriks                                                                       | 11                     | 11                     | Inga Tuigamala             |
| Pieter Muller                                                                         | 12                     | 12                     | Walter Little              |
| Danie Gerber                                                                          | 13                     | 13                     | Frank Bunce                |
| James Small                                                                           | 14                     | 14                     | John Kirwan                |
| Theo van Rensburg                                                                     | 15                     | 15                     | John Timu                  |
| Entrenadores                                                                          |                        |                        |                            |
| John Williams                                                                         | DT                     | DT                     | Laurie Mains               |
| Suplentes                                                                             |                        |                        |                            |
| Johan Stynger Heinrich Füls Garth Wright Hennie le Roux Drikus Hattingh Harry Roberts | 8                      | 8                      | Jon Preston Matthew Cooper |
| Árbitro/s                                                                             |                        |                        |                            |
| Desconocido                                                                           |                        |                        |                            |
| Desarrollo                                                                            |                        |                        |                            |
| {{{desarrollolocal}}}                                                                 | {{{desarrollotiempo}}} | {{{desarrollotiempo}}} | {{{desarrollovisita}}}     |
|                                                                                       |                        |                        |                            |
| Ficha del partido                                                                     |                        |                        |                            |

### Primer tiempo
Los primeros puntos del partido fueron anotados por Grant Fox de Nueva Zelanda de un tiro penal, durante el cual los aficionados sudafricanos contaron los pasos de Fox, en lo que fue una discrepancia con la etiqueta del rugby donde normalmente el público guarda silencio durante los tiros. Sudáfrica también tuvo un tiro penal al goal, pero Naas Botha lo falló. El primer try del encuentro llegó por parte de Zinzan Brooke de Nueva Zelanda, que fue seguido por una conversión de Fox. Sudáfrica luego presionó a los All Blacks pero no pudo anotar, por lo que terminada la primera mitad el marcador favorecía 10-0 a Nueva Zelanda.

### Segundo tiempo
La segunda mitad comenzó con Botha anotando un penal para dejar el marcador en 10-3, sin embargo, Botha falló otros dos tiros penales que resultaron cruciales en el resultado del partido. Tras una patada de despeje de Robert du Preez, John Kirwan anotó un try para Nueva Zelanda, que con conversión de Fox, dejó el parcial en 17-3, antes de que Fox anotara otro penal para el 20-3 en el marcador. Más tarde en el partido, Danie Gerber anotó un try para los Springboks con conversión de Botha. Después de una mala defensa, John Timu anotó para los All Blacks, con conversión de nuevo por parte de Fox. En los últimos 5 minutos del partido, Pieter Muller y Gerber anotaron dos tries para Sudáfrica, que con las dos conversiones de Botha, dejaron el marcador final en 27-24 a favor de Nueva Zelanda.

### Resumen
| 15 de agosto de 1992, 13:30 UTC+2 | Sudáfrica                                                                   | 24-27   | Nueva Zelanda                                                                     | Estadio Ellis Park, Johannesburgo                         |                                                           |
|                                   | Tries: Gerber (2), P. Muller (1) Conversiones: Botha (3) Penales: Botha (1) | Reporte | Tries: Z. Brooke (1), Kirwan (1), Timu (1) Conversiones: Fox (3) Penales: Fox (2) | Asistencia: 75 000 espectadores Árbitro(s): Sandy McNeill | Asistencia: 75 000 espectadores Árbitro(s): Sandy McNeill |

| Sudáfrica | Nueva Zelanda |

|               |    |                   |  |
|               |    |                   |  |
| FB            | 15 | Theo van Rensburg |  |
| RW            | 14 | James Small       |  |
| OC            | 13 | Danie Gerber      |  |
| IC            | 12 | Pieter Muller     |  |
| LW            | 11 | Pieter Hendriks   |  |
| FH            | 10 | Naas Botha        |  |
| SH            | 9  | Robert du Preez   |  |
| N8            | 8  | Jannie Breedt     |  |
| BF            | 7  | Ian MacDonald     |  |
| OF            | 6  | Wahl Bartmann     |  |
| RL            | 5  | Adolf Malan       |  |
| LL            | 4  | Adri Geldenhuys   |  |
| TP            | 3  | Lood Muller       |  |
| HK            | 2  | Uli Schmidt       |  |
| LP            | 1  | Heinrich Rodgers  |  |
| Sustitutos:   |    |                   |  |
| PR            | 16 | Johan Styger      |  |
| WG            | 17 | Heinrich Füls     |  |
| FL            | 18 | Garth Wright      |  |
| C             | 19 | Hennie le Roux    |  |
| WG            | 20 | Drikus Hattingh   |  |
| FB            | 21 | Harry Roberts     |  |
| Entrenador:   |    |                   |  |
| John Williams |    |                   |  |

|              |    |                  |  |
|              |    |                  |  |
| FB           | 15 | John Timu        |  |
| RW           | 14 | John Kirwan      |  |
| OC           | 13 | Frank Bunce      |  |
| IC           | 12 | Walter Little    |  |
| LW           | 11 | Inga Tuigamala   |  |
| FH           | 10 | Grant Fox        |  |
| SH           | 9  | Ant Strachan     |  |
| N8           | 8  | Zinzan Brooke    |  |
| OF           | 7  | Michael Jones    |  |
| BF           | 6  | Jamie Joseph     |  |
| RL           | 5  | Robin Brooke     |  |
| LL           | 4  | Ian Jones        |  |
| TP           | 3  | Richard Loe      |  |
| HK           | 2  | Sean Fitzpatrick |  |
| LP           | 1  | Olo Brown        |  |
| Sustitutos:  |    |                  |  |
| SH           | 16 | Jon Preston      |  |
| WG           | 17 | Matthew Cooper   |  |
| Entrenador:  |    |                  |  |
| Laurie Mains |    |                  |  |

## Sucesos tras el partido
Aunque el partido tenía la intención de ser una celebración de unidad, las acciones previas al encuentro provocaron un conflicto político. El hecho de que Die Stem van Suid-Afrika se entonara antes del partido, sumado a la reacción de la multitud predominantemente blanca, se percibieron como un acto de desafío blanco. Luyt defendió su decisión de interpretar el himno sudafricano, y afirmó que «no seré amenazado por nadie, y no me importa si ciertas personas, que no tienen el rugby en el corazón, se sienten molestas por mi decisión». En su informe del partido al día siguiente, The Star escribió «por ese momento dentro del cuenco de concreto, parecía como si una tribu sitiada se hubiera reunido para tomar fuerza en sus números y enviar, desde la ciudadela protegida, un mensaje de desafío a sus perseguidores percibidos».
El ANC amenazó con retirar el apoyo para el próximo partido internacional de Sudáfrica contra Australia, lo que podría haber llevado a la cancelación del encuentro debido a preocupaciones de seguridad y a que Australia declaró que no jugaría si el partido no tenía el apoyo del ANC. Sin embargo, el futuro ministro de deportes sudafricano Steve Tshwete pidió al ANC que diera a los aficionados otra oportunidad y el ANC no retiró su apoyo, y, en cambio, emitió una advertencia de que si volvía a ocurrir, se opondrían a todas las giras futuras y a la Copa Mundial de Rugby de 1995.
El «partido del regreso» fue visto como el primer paso con miras hacia la Copa Mundial de Rugby de 1995, organizada por Sudáfrica, y que ganó al derrotar a Nueva Zelanda 15-12 en la final. Antes de aquel encuentro, los dos himnos nacionales de Sudáfrica, Nkosi Sikelel' iAfrika y Die Stem van Suid-Afrika, fueron interpretados y cantados por jugadores y aficionados. El partido de 1992 fue visto como el primer paso hacia la noción de Sudáfrica como una «nación arcoíris» después del apartheid, cuando el rugby comenzó a ganar apoyo de todas las razas.